# فيليام ستشرويف
فيليام ستشرويف ، من مواليد 2 أغسطس 1931 في براغ في تشيكوسلوفاكيا ، وتوفي في 1 سبتمبر 2007 في براتيسلافا في سلوفاكيا ، لاعب كرة قدم تشيكوسلوفاكي سابق.
لعب مع منتخب تشيكوسلوفاكيا لكرة القدم 39 مباراة.

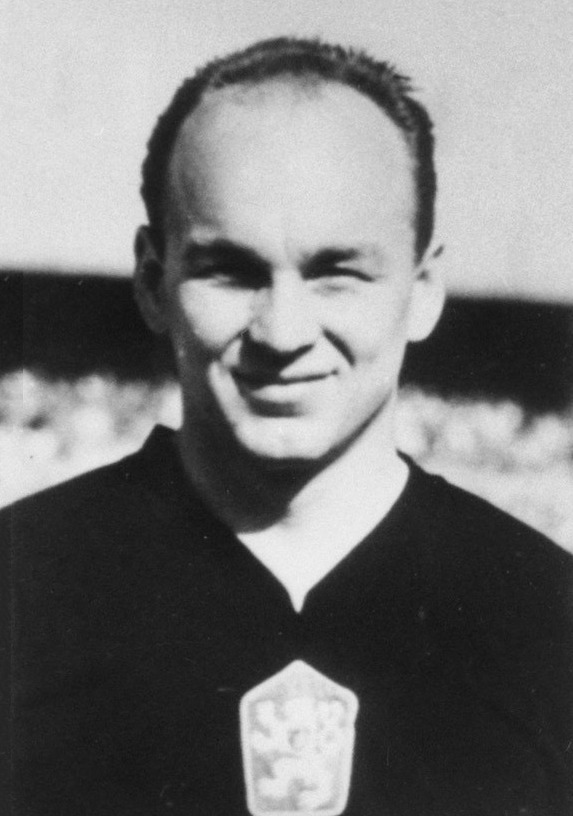
فيليام ستشرويف

## روابط خارجية
- فيليام ستشرويف على موقع الاتحاد الدولي (مؤرشف)  (الإنجليزية)
- فيليام ستشرويف على موقع الاتحاد التشيكي (الإنجليزية)
- فيليام ستشرويف على موقع قاعدة بيانات كرة القدم.إي يو (الإنجليزية)
- فيليام ستشرويف على موقع ناشيونال فوتبول تيمز (الإنجليزية)
- فيليام ستشرويف على موقع Soccerway.com (الإنجليزية)
- فيليام ستشرويف على موقع عالم كرة القدم.نت (الإنجليزية)